# Bruksvallarna
Bruksvallarna är en tätort (före 2018 småort) i Ljusnedals distrikt (Tännäs socken) i Härjedalens kommun. SCB har namnsatt tätorten till Bruksvallarna/Våålleh.

## Historia
Byns grundande räknas till år 1686, och bestod från början av fäbodvallar som sattes upp av arbetare vid Ljusnedals bruk. Namnet Bruksvallarna kommer således av att området inledningsvis kallades "Brukets vallar". Under 1900-talet blev Bruksvallarna ett turistmål och är idag en del av Funäsfjällens skidsportsområde.
Statyn Gruvarbetaren av Lars Widenfalk står i mitten av byn där "Gruvturen", en historisk vandringsslinga, startar. Alldeles söder om Bruksvallarna ligger byn Flon.  
Bruksvallarna kallas på härjedalska för "Vôllan" (Vallarna) och dess invånare för "völlær" (singularis) eller "völlæra" (pluralis).

## Sport
Orten är ett centrum för längdskidåkning. Dess relativt höga höjd över havet, 720 meter, ger en lång skidsäsong, och orten är populär för svensk landslagsträning. I mitten av november brukar längdskidtävlingen Bruksvallsloppet avgöras och säsongen avslutas med Fjälltopploppet i april. 
Bruksvallarna har flera gånger varit utgångspunkt för Fjällorienteringen.

## Befolkningsutveckling
| Befolkningsutvecklingen i Bruksvallarna 2005–2020 | Befolkningsutvecklingen i Bruksvallarna 2005–2020 | Befolkningsutvecklingen i Bruksvallarna 2005–2020 | Befolkningsutvecklingen i Bruksvallarna 2005–2020 | Befolkningsutvecklingen i Bruksvallarna 2005–2020 |
| ------------------------------------------------- | ------------------------------------------------- | ------------------------------------------------- | ------------------------------------------------- | ------------------------------------------------- |
|                                                   |                                                   |                                                   |                                                   |                                                   |
| År                                                |                                                   |                                                   | Folkmängd                                         | Areal (ha)                                        |
| 2005                                              | 2005                                              |                                                   | 70                                                | 12#                                               |
| 2010                                              | 2010                                              |                                                   | 95                                                | 13#                                               |
| 2015                                              | 2015                                              |                                                   | 195                                               | 156#                                              |
| 2020                                              | 2020                                              |                                                   | 220                                               | 167                                               |
| Anm.: # Som småort.                               |                                                   |                                                   |                                                   |                                                   |

## Kända personer
- Hanna Wagenius